# Marco Caverzan
Marco Caverzan (Montebelluna, 11 agosto 1994) è un giocatore di calcio a 5 italiano.

## Caratteristiche tecniche
Caverzan è un laterale mancino con spiccata predisposizione difensiva; questa caratteristica è stata enfatizzata dal ct Raoul Albani che nella Nazionale Under-21 lo utilizzava prevalentemente come ultimo. Tra gli interpreti di questo ruolo ha dichiarato di ispirarsi allo spagnolo Jordi Torrás.

## Carriera

### Club
Proveniente dal calcio a 11, si avvicina alla disciplina a quattordici anni prendendo parte a un torneo locale organizzato dalla Marca Futsal. Entrato nel settore giovanile, con la formazione Allievi raggiunge la finale per il titolo nazionale di categoria, nella quale i castellani sono tuttavia sconfitti dal Real Napoli per 3-1. L'esordio in prima squadra avviene nel finale della stagione 2009-10, durante il quale viene utilizzato in tre occasioni, mettendo a segno la sua prima marcatura in Serie A contro il Napoli. Nelle stagioni successive il laterale aumenta progressivamente il numero di apparizioni, continuando nel frattempo a giocare anche con la formazione Under-21. Seppur da comprimario accanto a campioni assoluti quali Edgar Bertoni, Patrick Nora e Fernando Wilhelm, con la Marca vince due scudetti, altrettante Supercoppe italiane e una Coppa Italia. Divenuto l'oggetto del desiderio di numerosi club che ne chiedevano il prestito, il giocatore fu blindato dal presidente Bello che vedeva in lui e Loris Di Guida il futuro della società castellana. Nella Marca resta fino al dicembre 2013 quando la congiuntura economica sfavorevole costringe la dirigenza a sacrificare i pezzi pregiati della rosa: il giocatore viene acquistato dalla Luparense con cui vince nella medesima stagione il proprio terzo scudetto.

### Nazionale
Talento precoce, riceve le prime convocazioni con la nazionale Under-21 non ancora diciassettenne; della selezione giovanile sarà anche capitano mentre l'esordio con la nazionale maggiore avviene il 17 settembre 2014 in occasione dell'incontro amichevole contro la Norvegia vinto dagli azzurri per 3-0.

## Palmarès
- Campionato italiano: 3

Marca: 2010-2011, 2012-2013
Luparense: 2013-14
- Coppa Italia: 1

Marca: 2009-10
- Supercoppa italiana: 2

Marca: 2010, 2011